# Isabell Werth
Isabell Werth (* 21. Juli 1969 in Issum) ist eine deutsche Dressurreiterin. Sie ist achtfache Olympiasiegerin mit insgesamt vierzehn olympischen Medaillen (8 × Gold; 6 × Silber), neunfache Weltmeisterin, einundzwanzigfache Europameisterin sowie vierzehnfache Deutsche Meisterin. Sie ist damit weltweit die erfolgreichste Reiterin und Dressurreiterin sowie zugleich die erfolgreichste Olympionikin Deutschlands und eine der höchstdekorierten Olympionikinnen und Olympioniken überhaupt.

## Leben
1989 bestand Isabell Werth am Rheinberger Amplonius-Gymnasium das Abitur. Sie studierte Jura und arbeitete als Rechtsanwältin.
Von 2001 bis 2004 war sie für die Karstadt AG tätig. Daneben vertreibt sie unter ihrem Namen eine Reitsport-Kollektion.
Seit Januar 2006 engagiert sich Werth als Botschafterin für die Christoffel-Blindenmission.
Ihr Lebensgefährte ist der ehemalige Karstadt-Manager Wolfgang Urban, mit dem sie einen 2009 geborenen Sohn hat.

## Sportlicher Werdegang

### Anfänge und Karriere bis 2007

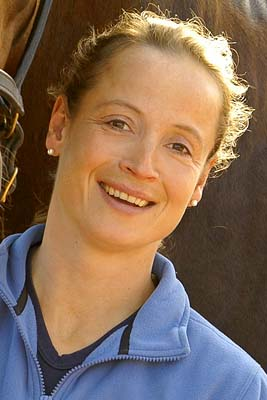
Isabell Werth (2008)

Als Tochter eines Landwirts aufgewachsen, hatte Werth früh Kontakt zu Pferden. Nachdem sie zunächst im Spring- und Vielseitigkeitsreiten aktiv gewesen war, entstand aus einer Freundschaft mit einer Tochter von Uwe Schulten-Baumer sen. Kontakt zu diesem. Unter dem Training Schulten-Baumers, der wie Isabell Werth in Rheinberg lebte, erfolgte ihr Wechsel zur Dressurreiterei. Zu Silvester 1986 bot Schulten-Baumer ihr an, seine Pferde zu reiten. Bis zu den Olympischen Spielen 2000 in Sydney war ihr Spitzenpferd Gigolo FRH aus dem Besitz Schulten-Baumers. Es wurde nach den Spielen 2000 in den Ruhestand verabschiedet.
Die sportliche Partnerschaft Werth/Schulten-Baumer hielt bis Ende 2001 an. Da Werth und Schulten-Baumer zu diesem Zeitpunkt voneinander Abstand benötigten und es zudem zu Differenzen mit seiner Stieftochter Ellen Schulten-Baumer kam, verließ Werth seinen Stall. In Absprache mit Werths neuen Mäzenen, Dietrich Schulze und Madeleine Winter-Schulze, übernahmen diese die Mehrzahl der Pferde Werths aus dem Besitz Schulten-Baumers. Werth zog in Folge auf den Hof der Familie Winter-Schulze nach Mellendorf.
Im Jahr 2004 verließ sie den Stall Winter-Schulze und ging zurück nach Rheinberg, wo sie seitdem einen eigenen Reitstall betreibt. Bei den Stuttgart German Masters 2005 erritten Werth und Satchmo mit 79,958 % einen neuen Weltrekord im Grand Prix. Dieser Rekord wurde 2006 von Anky van Grunsven (81,333 % mit Salinero) abgelöst.
Bei den Weltreiterspielen 2006 in Aachen fiel ihr Spitzenpferd Warum nicht durch eine Verletzung aus. Trotzdem gewann sie auf ihrem Wallach Satchmo, der als „Wackelkandidat“ galt, Teamgold, wurde Weltmeisterin im Grand Prix Spécial und errang Bronze in der Kür.

### 2008–2014

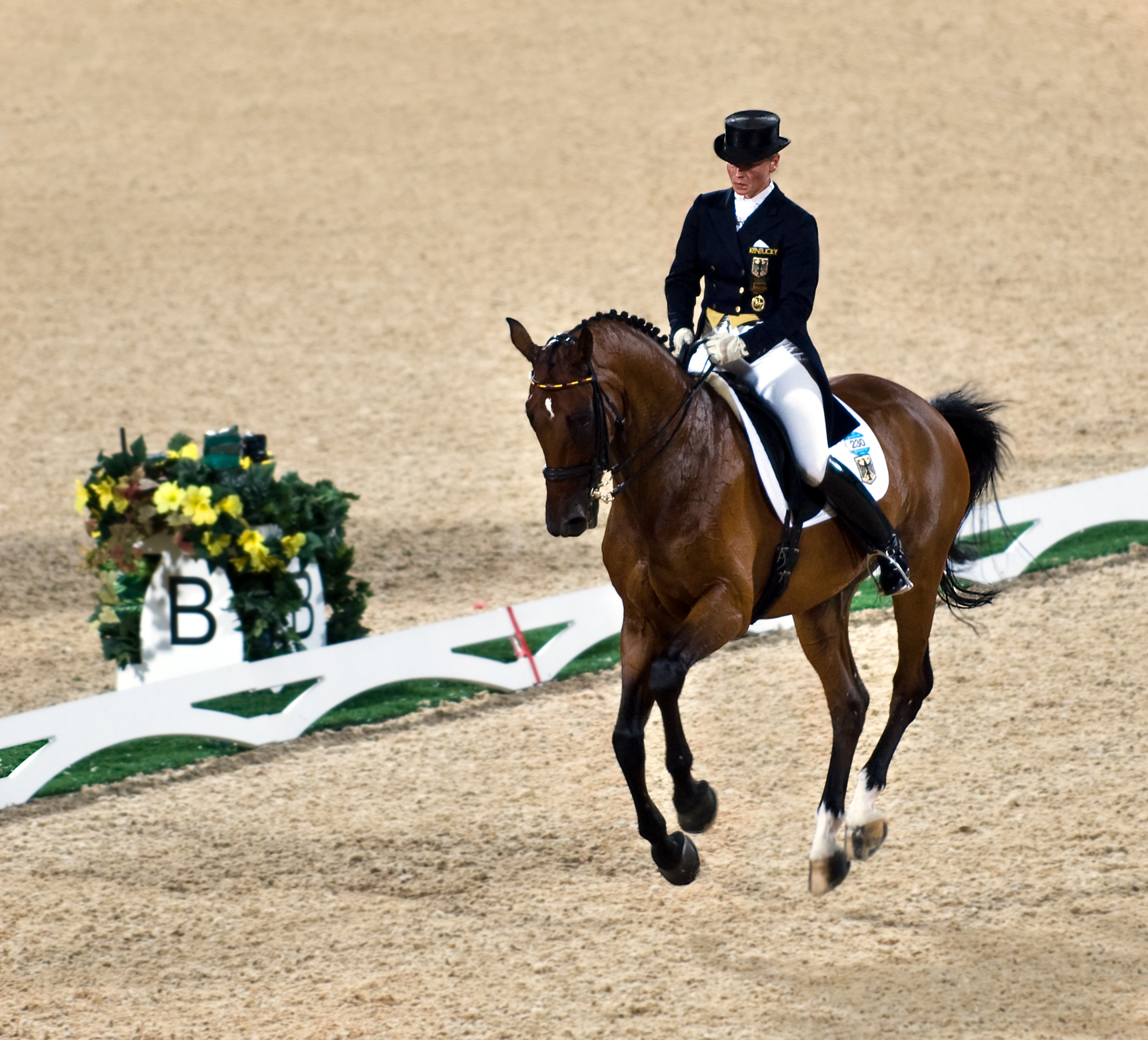
Isabell Werth bei den olympischen Reitsportwettbewerben 2008 mit Satchmo

Bei den Olympischen Spielen 2008 wurde Werth zusammen mit Nadine Capellmann und Heike Kemmer mit der Equipe Olympiasiegerin und holte im Einzel Silber hinter der Niederländerin Anky van Grunsven. Werth selbst gewann damit in Hongkong ihre vierte Einzelmedaille bei Olympia, insgesamt holte sie acht Medaillen.
Die Weltcupfinals zum Beginn der Jahre 2007 bis 2009 verliefen hoch erfolgreich für Isabell Werth, sie gewann das Finale 2007 mit Warum nicht FRH und beendete die Finals 2008 und 2009 auf dem zweiten Rang. Nach einer sechsmonatigen Sperre in der zweiten Jahreshälfte 2009 wegen Dopings ihres Pferdes mit dem Psychopharmakon Fluphenazin gehörte sie bei den Weltreiterspielen 2010 mit Warum nicht FRH wieder zur deutschen Equipe, die hier die Bronzemedaille gewann. Bei den Weltreiterspielen 2010 war Isabell Werth Fahnenträgerin der deutschen Mannschaft. Im Jahr 2011 bestritt sie mit El Santo NRW die Europameisterschaften.

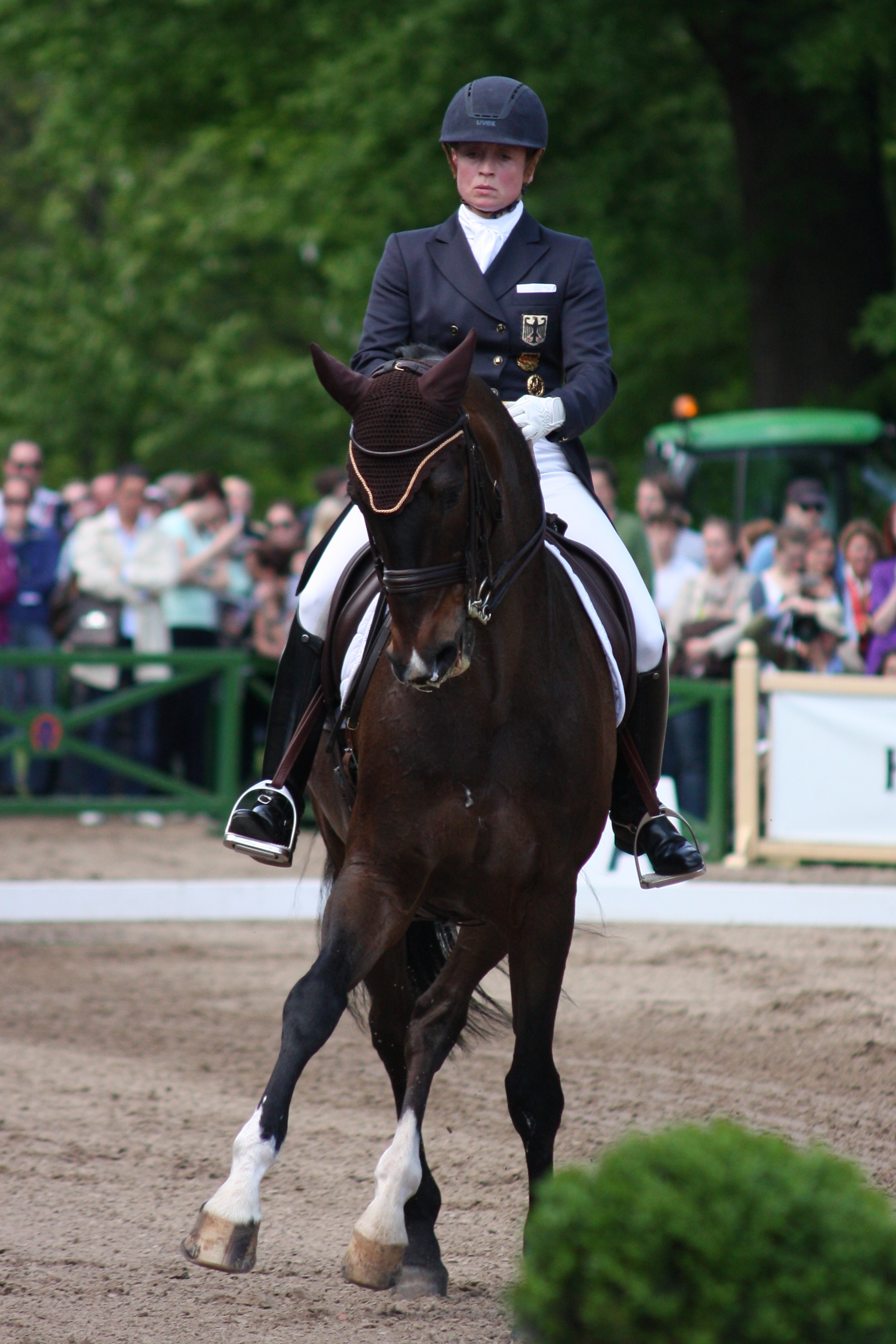
Isabell Werth mit Der Stern OLD, CDI 4* Wiesbaden 2013

Während sie bei den Olympischen Spielen 2012 nach einer Verletzung von Don Johnson FRH und in Ermangelung eines geeigneten Ersatzpferds nicht am Start war, konnte sich Isabell Werth 2013 mit Don Johnson FRH für die Europameisterschaften qualifizieren und trug mit zur deutschen Mannschaftsgoldmedaille bei. Im Grand Prix Spécial musste sie jedoch deutliche Fehler bei der ersten Piaffe und den Einerwechseln hinnehmen und kam nur auf eine hintere Platzierung.

### 2014–2020
Bei den Weltreiterspielen 2014 trat Isabell Werth mit Bella Rose an. Mit der zu diesem Zeitpunkt 10-jährigen Stute, nach ihrer Aussage das beste Pferd, das sie je hatte, gewann sie die Teamgoldmedaille. Mit diesem Sieg errang sie ihren siebten Weltmeistertitel, überholte damit Reiner Klimke und ist seither alleinige Rekordhalterin. Vor den Einzelwettbewerben der Weltreiterspiele zog Werth Bella Rose aufgrund von Anzeichen einer Huflederhautentzündung von den weiteren Wettbewerben zurück.
Während Isabell Werth mit Bella Rose im November 2014 beim Weltcupturnier in Stuttgart hocherfolgreich war, fiel die Stute in den Jahren 2015 und 2016 verletzungsbedingt aus. Don Johnson FRH, wie zwei Jahre zuvor auch im Jahr 2015 Werths Europameisterschaftspferd, fiel in der Olympiasaison 2016 ebenso verletzt aus. Daher entschied sich Isabell Werth, die bisher von ihrer Bereiterin Beatrice Buchwald gerittene Stute Weihegold OLD für die Olympiaqualifikation einzusetzen. Werth hatte die Stute bereits in der Weltcupsaison 2015/2016 in zwei Weltcupprüfungen vorgestellt (Die Weltcupprüfung von Amsterdam war für Weihegold OLD die erste Grand Prix Kür überhaupt gewesen). Bei der ersten Sichtung, den Deutschen Meisterschaften in Balve, gewann Werth mit Weihegold unerwartet die Goldmedaille im Grand Prix Spécial. Beim CHIO Aachen wurde das Paar für die Olympischen Spiele 2016 nominiert.
Bei den Olympischen Spielen 2016 gewann sie mit ihrem Pferd Weihegold OLD die Goldmedaille in der Mannschaftswertung sowie mit einer Wertnote von 89,071 % die Silbermedaille in der Einzelwertung. Mit zehn olympischen Medaillen löste sie damit Reiner Klimke als erfolgreichsten Reiter bei den Olympischen Spielen ab.
In der Weltcupsaison 2016/2017 war Werth die dominierende Reiterin, sie gewann mit drei Pferden (Weihegold OLD, Don Johnson FRH und Emilio) fünf Etappen der Westeuropaliga. Bei der Weltcupkür in Lyon kam sie erstmals auf eine Bewertung von über 90 Prozent. In Omaha gewann sie zum dritten Mal das Weltcupfinale der Dressurreiter, mit Weihegold OLD erhielt sie hier 90,704 Prozent.
Beim CHIO Aachen 2018 gewann sie zum zwölften Mal den Großen Dressurpreis von Aachen. Werth ritt hier Bella Rose, die in Aachen ihr erst zweites Turnier nach ihrer Verletzungspause ging. Die Stute war seit November 2014 nicht mehr im Turniersport gelaufen. Bei der Aufstellung der Longlist für die Weltreiterspiele 2018 wurde Isabell Werth mit gleich drei Pferden benannt. Vor dem Championat entschied sich Werth zusammen mit der Bundestrainerin dafür, nicht die auf Weltranglistenposition eins stehende Weihegold oder den auf Weltranglistenplatz zwei geführten Emilio zu wählen, sondern Bella Rose. Diese Entscheidung erwies sich als erfolgsbringend, Werth gewann sowohl mit der Equipe als auch im Einzel Gold.
17 Jahre nach ihrem ersten Weltcupfinalsieg gewann Isabell Werth, erneut in Göteborg, mit Weihegold das Weltcupfinale 2019. Dies war der dritte Weltcupfinalsieg in Folge für sie – dies war zuvor nur Anky van Grunsven gelungen (1995 bis 1997 und 2004 bis 2006). Nachdem Werth im Juni 2019 mit Emilio zunächst Deutsche Vizemeisterin im Grand Prix Spécial geworden war, gewann sie den Titel in der Grand-Prix-Kür. Bei den Europameisterschaften in Rotterdam erreichten sie und Bella Rose in jeder der drei Wertungsprüfungen eine neue gemeinsame Bestleistung, woraus sich dreimal Gold ergab.

### Seit 2021

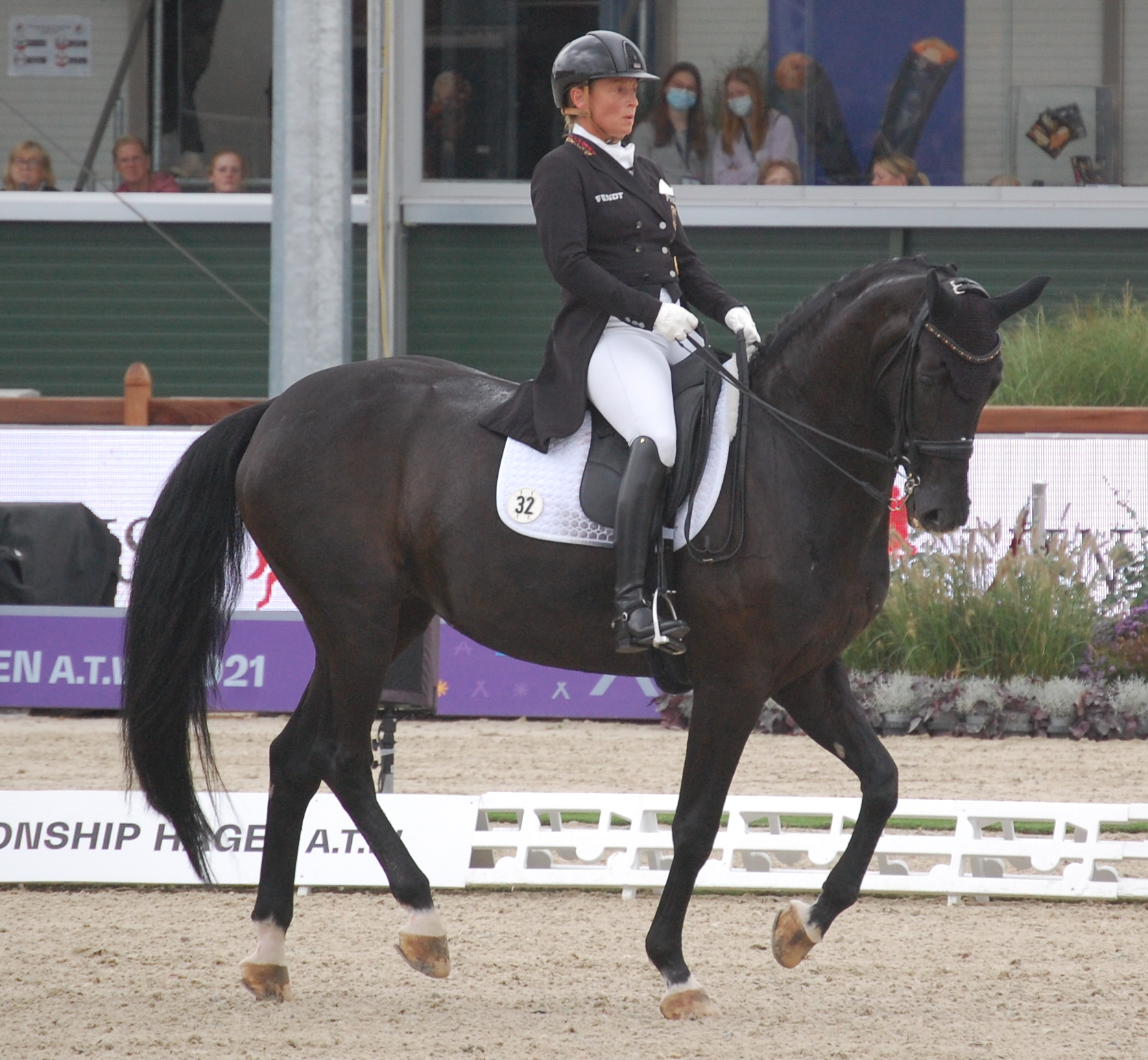
Isabell Werth mit Weihegold bei den Europameisterschaften 2021

Nach dem CDI 4* in Kronberg wurde Werth für die Olympischen Spiele in Tokio nominiert – sie befand sich im Juni 2021 mit Bella Rose auf Rang 1, mit Weihegold auf Rang 2 und mit Emilio auf Rang 8 sowie mit Quantaz auf Rang 12 der Weltrangliste. Mit diesen vier Pferden wurde Werth in den deutschen Olympiakader der Dressur berufen. Mit Bella Rose siegte sie wie schon 2016 im Teamwettbewerb und errang ihr siebtes Olympiagold; in der Einzelwertung gewann sie die Silbermedaille.
Bei den Europameisterschaften 2021, wenige Wochen nach den Olympischen Spielen, trat Werth mit Weihegold an. Während sie im Grand Prix Spécial die Silbermedaille gewann, wurde es in der Kür der vierte Rang. Das Jahr 2022 bringt für Werth erhebliche Veränderung mit sich: Bella Rose wird aus dem Sport verabschiedet und der Leasingvertrag mit der Besitzerin von Weihegold endete. Damit wurde vorläufig Quantaz das Spitzenpferd von Isabell Werth. Mit diesem war sie Teil der deutschen Equipe bei den Weltmeisterschaften in Herning 2022 sowie bei den Europameisterschaften im Dressurreiten 2023.
Bei den Olympischen Spielen in Paris 2024 siegte sie erneut mit der Equipe und gewann im Einzel die Silbermedaille. Sie wurde somit vor Birgit Fischer zur erfolgreichsten deutschen Olympionikin (Männer und Frauen). Als Kürmelodie kam auch ein umgedichtetes „Oh Wendy“ zum Einsatz, zu dem Werth noch während des Wettkampfs selbst mitsang. Damit ist sie die erste Athletin die bei sieben unterschiedlichen Olympischen Spielen (Sommer- oder Winterspiele) eine Medaille gewann.

## Sportliche Erfolge
- Olympische Spiele
  - 1992, Barcelona: mit Gigolo FRH Silbermedaille in der Einzelwertung und Goldmedaille mit der Mannschaft
  - 1996, Atlanta: mit Gigolo FRH Goldmedaille in der Einzelwertung und Goldmedaille mit der Mannschaft
  - 2000, Sydney: mit Gigolo FRH Silbermedaille in der Einzelwertung und Goldmedaille mit der Mannschaft
  - 2008, Peking: mit Satchmo Silbermedaille in der Einzelwertung und Goldmedaille mit der Mannschaft
  - 2016, Rio de Janeiro: mit Weihegold OLD Silbermedaille in der Einzelwertung und Goldmedaille mit der Mannschaft
  - 2020, Tokio: mit Bella Rose Silbermedaille in der Einzelwertung und Goldmedaille mit der Mannschaft
  - 2024, Paris: mit Wendy Silbermedaille in der Einzelwertung und Goldmedaille mit der Mannschaft
- Weltmeisterschaften (einschließlich Weltreiterspiele)[6][23]
  - 1994, Den Haag: mit Gigolo FRH Goldmedaille in der Einzelwertung (Grand Prix Spécial) und Goldmedaille mit der Mannschaft
  - 1998, Rom: mit Gigolo FRH Goldmedaille in der Einzelwertung (Grand Prix Spécial) und Goldmedaille mit der Mannschaft
  - 2006, Aachen: mit Satchmo Goldmedaille in der Einzelwertung (Grand Prix Spécial), Bronzemedaille in der Einzelwertung (Grand Prix Kür) und Goldmedaille mit der Mannschaft
  - 2010, Lexington KY: mit Warum nicht FRH 10. Platz in der Einzelwertung (Grand Prix Spécial), 6. Platz in der Einzelwertung (Grand Prix Kür) und Bronzemedaille mit der Mannschaft
  - 2014, Caen: mit Bella Rose Goldmedaille mit der Mannschaft
  - 2018, Tryon: mit Bella Rose Goldmedaille in der Einzelwertung (Grand Prix Spécial) und Goldmedaille mit der Mannschaft[24]
  - 2022, Herning: mit DSP Quantaz 4. Platz in der Einzelwertung (Grand Prix Spécial), 9. Platz in der Einzelwertung (Grand Prix Kür) und Bronzemedaille mit der Mannschaft

- Europameisterschaften
  - 1989, Bad Mondorf: mit Weingart 13. Platz in der Einzelwertung und Goldmedaille mit der Mannschaft
  - 1991, Donaueschingen: mit Gigolo FRH Goldmedaille in der Einzelwertung (Grand Prix Spécial) und Goldmedaille mit der Mannschaft
  - 1993, Lipica: mit Gigolo FRH Goldmedaille in der Einzelwertung (Grand Prix Spécial) und Goldmedaille mit der Mannschaft
  - 1995, Bad Mondorf: mit Gigolo FRH Goldmedaille in der Einzelwertung und Goldmedaille mit der Mannschaft
  - 1997, Verden: mit Gigolo FRH Goldmedaille in der Einzelwertung und Goldmedaille mit der Mannschaft
  - 1999, Arnheim: mit Antony FRH 16. Platz in der Einzelwertung und Goldmedaille mit der Mannschaft
  - 2001, Verden: mit Antony FRH 16. Platz in der Einzelwertung und Goldmedaille mit der Mannschaft
  - 2003, Hickstead: mit Satchmo 17. Platz in der Einzelwertung und Goldmedaille mit der Mannschaft
  - 2007, La Mandria: mit Satchmo Goldmedaille in der Einzelwertung (Grand Prix Spécial), Silbermedaille in der Einzelwertung (Grand Prix Kür) und Silbermedaille mit der Mannschaft
  - 2011, Rotterdam: mit El Santo NRW 7. Platz in der Einzelwertung (Grand Prix Spécial), 7. Platz in der Einzelwertung (Grand Prix Kür) und Silbermedaille mit der Mannschaft
  - 2013, Herning: mit Don Johnson FRH 20. Platz in der Einzelwertung (Grand Prix Spécial) und Goldmedaille mit der Mannschaft
  - 2015, Aachen: mit Don Johnson FRH 7. Platz in der Einzelwertung (Grand Prix Spécial), 4. Platz in der Einzelwertung (Grand Prix Kür) und Bronzemedaille mit der Mannschaft
  - 2017, Göteborg: mit Weihegold OLD Goldmedaille in der Einzelwertung (Grand Prix Spécial), Goldmedaille in der Einzelwertung (Grand Prix Kür) und Goldmedaille mit der Mannschaft
  - 2019, Rotterdam: mit Bella Rose Goldmedaille mit der Mannschaft und in beiden Einzelwertungen (Grand Prix Spécial und Kür)
  - 2021, Hagen a.T.W.: mit Weihegold OLD Silbermedaille in der Einzelwertung (Grand Prix Spécial), 4. Platz in der Einzelwertung (Grand Prix Kür) und Goldmedaille mit der Mannschaft
  - 2023, Riesenbeck: mit DSP Quantaz 6. Platz in der Einzelwertung (Grand Prix Spécial), 5. Platz in der Einzelwertung (Grand Prix Kür) und Silbermedaille mit der Mannschaft

- Weltcupfinale
  - 1. Platz: 1992 mit Fabienne, 2007 mit Warum nicht FRH; 2017, 2018 und 2019 jeweils mit Weihegold OLD
  - 2. Platz: 2001 mit Anthony FRH, 2006 und 2008 mit Warum nicht FRH, 2009 mit Satchmo
  - 3. Platz: 2022 mit Weihegold OLD, 2023 mit DSP Quantaz

- Deutsche Meisterschaften (Damen)
  - Goldmedaille: 1991, 1992, 1995 und 1996 jeweils mit Gigolo; 1997 und 1998 jeweils mit Amaretto; 2007 und 2008 jeweils mit Warum nicht FRH
  - Silbermedaille: 1993 mit Gigolo FRH, 2001 mit Antony FRH, 2003 mit Satchmo, 2006 mit Warum nicht FRH
  - Bronzemedaille: 1990 mit Fabienne, 2000 mit Agnelli, 2002 mit Antony

Mit ihrem Sieg im Jahr 2008 war Isabell Werth die letzte deutsche Meisterin in der Damenkonkurrenz. Im Jahr 2009 wurde die Trennung zwischen Damen und Herren bei der deutschen Meisterschaft im Dressurreiten abgeschafft und stattdessen durch getrennte Meisterschaften im Grand Prix Spécial und in der Grand Prix Kür ersetzt.
- Deutsche Meisterschaften (Grand Prix Spécial)
  - Goldmedaille: 2009 (78,917 %) und 2010 (77,708 %) mit Warum nicht FRH; 2016 (84,294 %) mit Weihegold OLD; 2017 (84,275 %) mit Emilio
  - Silbermedaille: 2011 (81,375 %) mit El Santo NRW; 2013 (78,125 %) und 2015 (78,000 %) mit Don Johnson FRH; 2018 mit Weihegold OLD (82,804 %); 2019 mit Emilio (79,647 %); 2020 mit Weihegold OLD (82,569 %); 2021 mit Bella Rose (83,902 %)

- Deutsche Meisterschaften (Grand Prix Kür)
  - Goldmedaille: 2010 (81,700 %) mit Warum nicht FRH; 2017 (89,125 %) und 2019 (88,150 %) mit Emilio; 2020 mit Weihegold OLD (90,825 %)
  - Silbermedaille: 2009 (81,050 %) mit Warum nicht FRH; 2013 (83,300 %), 2014 (86,625 %) und 2015 (82,775 %) mit Don Johnson FRH; 2021 mit Bella Rose (90,975 %)
  - Bronzemedaille: 2011 (82,400 %) mit El Santo NRW; 2016 (84,075 %) mit Emilio

Beste internationale Ergebnisse (seit 2009)
- Grand Prix de Dressage
  - 2022: 77,956 % (1. Platz beim CDI4* Hagen mit DSP Quantaz)
  - 2021: 84,976 % (1. Platz beim CDI 4* Kronberg mit Bella Rose)
  - 2020: 83,565 % (1. Platz beim CDI-W Amsterdam mit Weihegold OLD)
  - 2019: 85,652 % (Bestwertung bei den Europameisterschaften 2019 mit Bella Rose)
  - 2018: 84,829 % (1. Platz bei den Weltreiterspielen 2018 mit Bella Rose)
  - 2017: 83,743 % (1. Platz bei den Europameisterschaften 2017 mit Weihegold OLD)
  - 2016: 84,340 % (1. Platz beim CDI-W Stuttgart mit Weihegold OLD)
  - 2015: 77,700 % (2. Platz beim CDI-W Stuttgart mit Don Johnson FRH)
  - 2014: 81,529 % (2. Platz bei den Weltreiterspielen 2014 mit Bella Rose)
  - 2013: 77,745 % (1. Platz beim CDI 4* Stuttgart mit Don Johnson FRH)
  - 2012: 77,426 % (1. Platz beim CDI 4* München mit El Santo NRW)
  - 2011: 78,213 % (1. Platz mit beim CDI 4* Lingen El Santo NRW)
  - 2010: 77,915 % (3. Platz beim CDI-W Neumünster mit Warum nicht FRH)
  - 2009: 77,915 % (1. Platz beim CDI 5* München mit Satchmo)

- Grand Prix Spécial
  - 2022: 79,073 % (4. Platz bei den Weltmeisterschaften 2022 mit DSP Quantaz)
  - 2021: 85,596 % (1. Platz beim CDI 4* Kronberg mit Bella Rose)
  - 2020: 80,915 % (1. Platz beim CDI 4* Achleiten mit Weihegold OLD)
  - 2019: 86,520 % (1. Platz bei den Europameisterschaften 2019 mit Bella Rose)
  - 2018: 86,246 % (1. Platz bei den Weltreiterspielen 2018 mit Bella Rose)
  - 2017: 83,613 % (1. Platz bei den Europameisterschaften 2017 mit Weihegold OLD)
  - 2016: 83,741 % (1. Platz beim Grand Prix Spécial der Olympischen Spiele 2016 mit Weihegold OLD)
  - 2015: 78,784 % (3. Platz beim CDIO5* Hagen mit Don Johnson FRH)
  - 2014: 81,941 % (1. Platz beim CDI-W Stuttgart mit Bella Rose)
  - 2013: 78,458 % (1. Platz beim CDI 4* Frankfurt mit Bella Rose)
  - 2012: 76,578 % (4. Platz beim CDI 4* Hagen mit Don Johnson FRH)
  - 2011: 78,833 % (1. Platz beim CDI 4* Lingen mit El Santo NRW)
  - 2010: 77,209 % (2. Platz beim CDI 4* Lingen mit Satchmo)
  - 2009: 79,875 % (1. Platz beim CDI 4* Lingen mit Satchmo)

- Grand Prix Kür
  - 2022: 85,921 % (3. Platz beim Weltcupfinale 2022 mit Weihegold OLD)
  - 2021: 86,650 % (1. Platz beim CDI 4* Mannheim mit Weihegold OLD)
  - 2020: 90,280 % (1. Platz beim CDI-W Amsterdam mit Weihegold OLD)
  - 2019: 90,875 % (1. Platz bei den Europameisterschaften 2019 mit Bella Rose)
  - 2018: 90,658 % (1. Platz beim Weltcupfinale 2018 mit Weihegold OLD)
  - 2017: 90,982 % (1. Platz bei den Europameisterschaften 2017 mit Weihegold OLD)
  - 2016: 90,090 % (1. Platz beim CDI-W Lyon mit Weihegold OLD)
  - 2015: 84,125 % (1. Platz beim CDI-W Salzburg mit Don Johnson FRH)
  - 2014: 85,150 % (3. Platz beim CHIO Aachen mit Bella Rose)
  - 2013: 83,175 % (1. Platz beim CDI 5* Salzburg mit El Santo NRW)
  - 2012: 84,050 % (2. Platz beim CDI 5* München mit El Santo NRW)
  - 2011: 82,050 % (2. Platz beim CDI-W s'-Hertogenbosch mit Warum nicht FRH)
  - 2010: 82,800 % (1. Platz beim CDI 5* Stuttgart mit Satchmo)
  - 2009: 84,750 % (1. Platz beim CDI 5* München mit Satchmo)

## Pferde
aktuelle Turnierpferde:
- DSP Quantaz (* 2010), brauner DSP-Wallach, Vater: Quaterback, Muttervater: Hohenstein I[26]
- Superb 2 (* 2012), Hannoveraner Rappstute, Vater: Surprice, Muttervater: Donautanz
- Valdiviani (* 2016), brauner Hannoveraner Hengst, Vater: Veneno HC, Muttervater: Fidertanz
- Skovens Tzarina (* 2014), Dänisches Warmblut braune Stute, Vater: Blue Hors Zack, Muttervater: Don Schufro
- Joshua 47 (* 2014), schwarzbrauner KWPN-Wallach, Vater: Sezuan, Muttervater: Voice
- Special Blend 3 (* 2015), Oldenburger Rapphengst, Vater: Sezuan, Muttervater: Hotline
- Wendy de Fontaine (* 2014, ursprünglich Queenparks Wendy), Dänisches Warmblut Rappstute, Vater: Sezuan, Muttervater: Soprano
- Viva Gold OLD (* 2016), Oldenburger Fuchshengst, Vater: Vivaldi, Muttervater: For Romance I

ehemalige Turnierpferde:
- Weingart (* 1976; † 1991), Hannoveraner Fuchswallach, Vater: Windhuk, Muttervater: Grande, zuletzt im Juli 1990 im Sport eingesetzt

- Fabienne 19 (* 1980; † 2010), Westfälische Fuchsstute, Vater: Feuerschein I, Muttervater: Dilettant[27], zuletzt im Juni 1992 im Sport eingesetzt
- Gigolo FRH (* 1983; † 2009), Hannoveraner Fuchswallach, Vater: Graditz, Muttervater: Busoni xx[28], zuletzt im November 2000 bei den Stuttgart German Masters aus dem Sport verabschiedet[29]
- Amaretto 50 (* 1986; † 1999), brauner Westfälischer Wallach, Vater: Argentinus, Muttervater: Ehrenfried[30], zuletzt im Juli 1998 im Sport eingesetzt
- Antony FRH (* 1986; † 2013), dunkelbrauner Hannoveraner Wallach, Vater: Argument, Muttervater: Wenzel I[31][32], im Dezember 2005 in München aus dem Sport verabschiedet[33]
- Apache OLD (* 1993; † 2012), dunkelbrauner Oldenburger Wallach, Vater: Alabaster, Muttervater: Grundstein I[34][35], Ende 2010 aus dem Sport verabschiedet[36]
- Satchmo 78 (* 1994; † 2022), dunkelbrauner Hannoveraner Wallach, Vater: Sao Paulo, Muttervater: Legat[37], im November 2011 bei den Stuttgarter German Masters aus dem Sport verabschiedet[38]
- Warum nicht FRH (* 1996; † 2015, Spitzname Hannes), Hannoveraner Fuchswallach, Vater: Weltmeyer, Muttervater: Wenzel I[39][40], zuletzt im Mai 2012 im Sport eingesetzt
- Whisper 156 (* 1999), fuchsfarbener Hannoveranerwallach, Vater: Wolkentanz I, Muttervater: Einstand I, zuletzt im Juli 2014 von Niklaas Feilzer im Sport eingesetzt
- El Santo NRW (* 2001, Spitzname Ernie), brauner Rheinischer Wallach, Vater: Ehrentusch, Muttervater: Rhythmus[41], zuletzt im Juni 2018 von Lisa Wernitznig im Sport eingesetzt
- Don Johnson FRH (* 2001, Spitzname Johnny), brauner Hannoveraner Wallach, Vater: Don Frederico, Muttervater: Warkant, 2019 beim Frankfurter Festhallenreitturnier aus dem aktiven Turniersport verabschiedet[42][43]
- Weihegold OLD (* 2005), Oldenburger Rappstute, Vater: Don Schufro, Muttervater: Sandro Hit; beim Weltcupfinale 2022 aus dem Sport verabschiedet[44]
- Bella Rose 2 (* 2004), Westfälische Fuchsstute, Vater: Belissimo M NRW, Muttervater: Cacir AA; beim CHIO Aachen 2022 aus dem Sport verabschiedet[45]
- Emilio 107 (* 2006), Westfälischer brauner Wallach, Vater: Ehrenpreis, Muttervater: Cacir AA[46], beim LONGINES PfingstTurnier Wiesbaden 2024 aus dem Sport verabschiedet[47]
- Belantis I (* 2009), DSP-Schimmelwallach, Vater: Benetton Dream FRH 1301, Muttervater: Exposé, im Oktober 2023 an Sofia Ek verkauft
- Quintus 129 (* 2008), Westfälischer Fuchswallach, Vater: Quaterback, Muttervater: Florestan I[48], seit September 2021 von Lisa Wernitznig geritten
- Den Haag 12 (* 2008), brauner Westfälischer Hengst, Vater: Diamond Hit, Muttervater: Florestan I[49], seit März 2022 von Akiko Yonemoto geritten
- Der Stern OLD (* 2001), brauner Oldenburger Wallach, Vater: Dormello, Muttervater: Sion, zuletzt im Mai 2019 von Niklaas Feilzer im Sport eingesetzt
- Laurenti (* 2004), brauner Oldenburger Wallach, Vater: Laurentio, Muttervater: Walldorf I, zuletzt im Juni 2016 im Sport eingesetzt
- Descolari (* 2010), schwarzer Hannoveraner Wallach, Vater: Desperados FRH, Muttervater: Weltmeyer, seit Mai 2023 von Alessa Marie Maass geritten
- Deneuve 12 (* 2014), Rheinländer Fuchsstute, Vater: Den Haag 12, Muttervater: Rocket Star, seit Juni 2024 von Akiko Yonemoto geritten
- Budhi (* 2011), brauner Oldenburger Hengst, Vater: Bordeaux 28, Muttervater: Likoto xx, seit April 2025 von Jane Serup Jensen geritten
- Zeffirelli MT (* 2014), Dänisches Warmblut brauner Hengst, Vater: Blue Hors Zack, Muttervater: Londonderry 3, zuletzt im Juli 2023 im internationalen Sport eingesetzt
- So Unique 2 (* 2015), Rheinländer Fuchswallach, Vater: Sezuan, Muttervater: Donnerhall, zuletzt im November 2023 im Sport eingesetzt

## Auszeichnungen
Für ihre reiterlichen Leistungen wurde Isabell Werth mehrfach mit dem Silbernen Lorbeerblatt ausgezeichnet. Bei der Wahl zur Sportlerin des Jahres 2017 belegte die 48-Jährige im Dezember den dritten Rang. 2024 wurde sie als „Legende des Sports“ mit dem Pegasos-Preis geehrt.

## Doping
Am 24. Juni 2009 wurde bekannt, dass ihr Wallach Whisper beim Pfingstturnier in Wiesbaden in der A-Probe positiv auf die verbotene Substanz Fluphenazin getestet worden ist. Sie wurde daher bis auf Weiteres vom Weltverband FEI für alle Turniere gesperrt. Am 2. September 2009 wurde Werth von der FEI zu einer sechsmonatigen Sperre verurteilt, welche am 22. Dezember desselben Jahres ablief (die Sperre begann bereits am 23. Juni).
Bei den Rheinischen Meisterschaften 2012, einem national ausgeschriebenen Turnier, wurde bei ihrem Pferd El Santo NRW im Rahmen einer Medikationskontrolle Cimetidin gefunden, ein Arzneistoff, der für die Behandlung von Magenbeschwerden eingesetzt wird. Hierbei handelt es sich um eine Substanz, die bei internationalen Turnieren unter Einhaltung bestimmter Regeln erlaubt ist, nach nationalem Reglement jedoch als verbotene Medikation zählt. Werth erklärte den Fund nach Nachforschungen damit, dass es in ihrem Stall einen Defekt der Tränkanlage gegeben habe. Das Mittel, das ein anderes Pferd erhalten hatte, sei dadurch in die Tränke von El Santo NRW gekommen. In erster Instanz wurde Werth wegen der positiven Medikationskontrolle, die auf eine fahrlässige Sorgfaltspflichtverletzung im Stall zurückzuführen sei, gesperrt. In zweiter Instanz wurde die Sperre aufgehoben und das Verfahren gegen Zahlung einer Geldbuße eingestellt.

## Computerspiel
2007 wurde ein Computerspiel namens „Isabell Werth – Reitsport“ von der französischen Firma Dancing Dots veröffentlicht. In Deutschland wurde das Spiel von Frogster Interactive vertrieben. Es simuliert eine dreitägige Vielseitigkeits-Prüfung mit Geländeritt, Springen und Dressur mit Isabell Werth als virtueller Trainerin. Sie gibt Hinweise, wie ein Pferd am besten geritten und wie Hindernisse angegangen werden können.

## Schriften
- Lottchen und Lea (Kinderbuch mit Ko-Autorin Ulrike Heyne), Hamburger Kinderbuch-Verlag Schumacher, Hamburg, 2007. ISBN 3-86631-003-X.
- Vier Beine tragen meine Seele: meine Pferde und ich (Autobiografie mit Ko-Autorin Evi Simeoni), Piper Verlag, München, 2018. ISBN 3-492-05908-2.
  - Four legs move my soul: the authorized biography of dressage Olympian Isabell Werth, translated by Lena Rindermann, North Pomfret, Vermont: Trafalgar Square, 2019. ISBN 1-57076-956-7.
- Was für ein Mensch ist mein Pferd? (mit Ko-Autorin Evi Simeoni), Piper-Verlag, München, 2024. ISBN 3-492-07208-9.